# Kontinensvándorlás
A kontinensvándorlás a 20. század elején megfogalmazott elmélet, amely először vetette fel, hogy a kontinensek nem voltak mindig jelenlegi helyükön, hanem az idők folyamán egymáshoz képest jelentősen elmozdultak. A kontinensvándorlás elméletének megfogalmazása idején nem tudtak kielégítő magyarázatot találni ezekre a mozgásokra, az elmélet azonban alapját képezte más későbbi elméleteknek. A kontinensek mozgását ma legjobban a lemeztektonikai modell magyarázza.

## Az elmélet története

A Pangea feldarabolódása

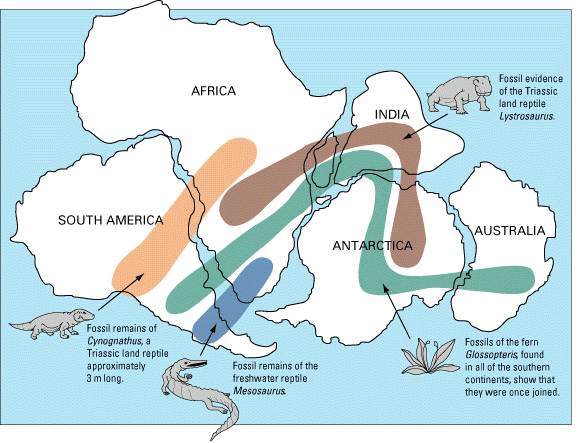
Azonos fosszíliák a déli félteke kontinensein

Francis Bacon már 1620-ban felhívta a figyelmet arra, hogy a kontinensek partvonalai helyenként hasonlítanak egymáshoz, az egyes földrészek „összeilleszthetők”. Bacon mellett Abraham Ortelius, Antonio Snider-Pellegrini, Benjamin Franklin is közölte megfigyeléseit arról, hogy az Atlanti-óceán két oldalán lévő kontinensek, nevezetesen Afrika és Dél-Amerika alakban összeillenek.
A kontinensek mozgásának gondolatát Frank Bursley Taylor vetette fel először az 1908-as Geological Society of America találkozón és 1910 júniusában megjelentette erről szóló munkáját a GSA Bulletinben. Egyes geológusok a déli féltekén már 1900 körül felfedezték azt is, hogy a déli kontinensek fosszíliái és geológiai formációi hasonlóságokat mutatnak.
Az 1960-as évekre formálódott ki az Alfred Wegener nevéhez kapcsolódó elmélet, miszerint a kontinensek valaha (körülbelül 200 millió évvel ezelőtt) egyetlen földrészt, az úgynevezett Pangeát alkották, mely az idők folyamán feldarabolódott, és megkezdődött a mai kontinensek vándorlása, kialakulása. A „kontinensek vándorlása” kifejezést is ő használta először (németül: die Verschiebung der Kontinente), 1912-ben, és ő publikálta a vándorlásról szóló első formális hipotézist is.

## A kontinensvándorlás mozgatója
Frank Bursley Taylor egyik feltevése az volt, hogy a kréta időszak alatt megnőtt a Hold gravitációs vonzása, ami az Egyenlítő felé mozdította el a kontinenseket és ez hozta létre az Alpokat és a Himaláját is. A kontinensmozgásra Wegener sem talált helytálló magyarázatot. Elméletét, miszerint a Föld forgásának centrifugális ereje okozná, nem vették komolyan.
A megoldást az 1960-as években kibontakozó lemeztektonikai modell adta meg, amely magába olvasztotta a tengeraljzat-szétterülés és a kontinensvándorlás elméleteit, és a Föld belső szerkezetének a szeizmológia általi megismerésének köszönhetően meghaladta azokat. A lemeztektonikai modell szerint a földi litoszféralemezek mozgását a földköpenyben lejátszódó konvekciós áramlások gerjesztik. A Föld mélyében felmelegedő anyag sűrűsége lecsökken és felfelé kezd áramlani, majd a forrópontokon és az óceánközépi hátságok mentén tör a felszínre. Az óceánközépi hátságoknál feltörő magma megszilárdul és folyamatosan növeszti az óceáni kérget. A növekvő óceáni kéreg és a kontinentális kéreg között nő a feszültség, aminek következtében a nagyobb sűrűségű, vékonyabb óceáni lemez a szubdukciós zónákban a kontinentális kéreg alá bukik, majd a köpenybe jutva bezárja a konvekciós kört.